# اریک تسانگ
اریک تسانگ چی-وای (انگلیسی: Eric Tsang Chi-wai؛ زادهٔ ۱۴ آوریل ۱۹۵۳) بازیگر، کارگردان فیلم، تهیه‌کننده، مجری تلویزیون، کمدین و ام سی اهل هنگ کنگ است.
از فیلم‌هایی که وی در آن‌ها نقش داشته است، می‌توان به ایپ من: مبارزه نهایی، پلیس‌های جن-ایکس و شمشیر خدایان اشاره نمود.